# پاول-فیلیپ کافمن
پاول-فیلیپ کافمن (آلمانی: Paul-Philipp Kaufmann؛ زادهٔ ۲۱ ژوئن ۱۹۹۶) بازیکن هاکی روی چمن اهل آلمان است.